# Ото IV фон Оксенщайн
Ото IV фон Оксенщайн (на немски: Otto IV von Ochsenstein; * пр. 1279; † 2 юли 1298 при Гьолхайм) е фогт в Елзас.
Той е единственият син на граф Ото III фон Оксенщайн († 1289/1290), ландграф в Елзас, и съпругата му графиня Кунигунда фон Хабсбург († сл. 1290), сестра на крал Рудолф I, вдовица на граф Хайнрих I фон Кюсенберг-Щюлинген († сл. 1251), дъщеря на граф Алберт IV фон Хабсбург 'Мъдрия' († 1240) и графиня Хайлвиг фон Кибург († 1260). Брат е на Катарина († 1315/1324), омъжена за граф Емих V фон Лайнинген († 1289) и 1291 г. за граф Йохан II фон Спонхайм-Щаркенбург († 1340), на Аделхайд († 1314), омъжена за граф Берхтолд II фон Щрасберг-Алтрой († 1285) и 1285 г. за маркграф Рудолф II 'Стари' фон Баден († 1291), и на Гуота († сл. 1335), омъжена за Донат фон Фац († 1337/1338), Анна († сл. 1285), омъжена сл. 1271 г. за граф Еберхард I фон Катценелнбоген († 1311), и на Маргарета († сл. 1302), омъжена за граф Филип фон Хомбург († 1284).
Ото IV фон Оксенщайн е убит на 2 юли 1298 г. в битката при Гьолхайм между австрийския херцог Албрехт I Хабсбургски и римско-немския крал Адолф от Насау.

## Фамилия
Ото IV фон Оксенщайн се жени пр. 24 юни 1279 г. за Кунигунда фон Лихтенберг († сл. 1310), дъщеря на Хайнрих II фон Лихтенберг († 1269), фогт на Страсбург, и Аделхайд фон Еберщайн († 1291). Те имат децата:
- Хайнрих фон Оксенщайн († сл. 1301)
- Ото V фон Оксенщайн († 19 октомври 1327), фогт в Ортенау, Елзас-Шпайергау, женен пр. 24 ноември 1299 г. за Херцеланда фон Пфирт († 3 април 1317), дъщеря на граф Теобалд фон Пфирт († сл. 1309) и Катарина фон Клинген († 1296)
- Агнес фон Оксенщайн († пр. 17 февруари 1321), омъжена на 30 март 1313 г. за третия си братовчед Жофрид I фон Лайнинген-Харденбург († 1344), син на граф Фридрих IV фон Лайниген, бургграф на Гермерсхайм, фогт в Шпайергау († 1316) и Жана (Жулиене) д' Аспремон († 1317/1319/1321)
- Рудолф фон Оксенщайн (* пр. 1300; † 7 февруари 1358)
- Мена фон Оксенщайн († 1374)